# Henrique de Campos Ferreira Lima
Henrique de Campos Ferreira Lima (Lisboa, 13 de dezembro de 1882 — Lisboa, 29 de julho de 1949) foi um oficial do Exército Português que se destacou como historiador, bibliógrafo e editor.

## Biografia
Nasceu em Lisboa, filho de José António Ferreira Lima, o 1.º visconde de Ferreira Lima, e de Amélia Augusta de Campos Pereira.
Henrique de Campos Ferreira Lima foi um laborioso erudito que deixou interessantíssimos trabalhos de cultura portuguesa variada, quer em monogra, as de fundo, quer em estudos menores, mas ainda assim de muito mérito.

## Obras
Deixou vasta colaboração em periódicos e, entre outras, as seguintes monografias:
- Dicionário de iconografia portuguesa retratos de Portugueses e de estrangeiros em relações com Portugal (em colaboração com Ernesto Soares), 5 vol. Lisboa : Instituto para Alta Cultura, 1947-1960.
- Inventário do espólio literário de Garrett. Publicações da Biblioteca Geral da Universidade de Coimbra : tip. de Alves e Mourão, 1948.
- Joaquim Rafael, pintor e escultor portuense, breves notas biográficas e compilação dos seus escritos. Col. Subsídios para a história da arte portuguesa. 7. Coimbra, Impr. da Universidade, 1923.
- Uma poetisa francesa em Portugal, Pauline de Flaugergues. Lisboa: Academia das Sciencias de Lisboa, separata do Boletim da Classe de Letras, vol. XV. Coimbra : Impr. da Universidade, 1923.
- Princesas artistas, as filhas de el-rei D. José. Col. Subsídios para a história da arte portuguesa. Coimbra, Impr. da Universidade, 1925.
- Subsídios para um dicionário bio-bibliográfico dos calígrafos portugueses. Lisboa : B.N., 1923.
- O General Português António Figueira de Almeida: Heroi da guerra de independência da Grécia (2 ediçõs). Vila Nova de Famalicão: 1939.